# Ignaz Franz Platzer
Ignaz Franz Platzer, auch Ignaz Platzer der Ältere, tschechisch Ignác František Platzer (* 6. Juli 1717 in Pilsen; † 27. September 1787 in Prag) war ein k.k. Hofbildhauer des böhmischen Spät-Barocks.
Der Sohn eines Bildhauers studierte in Wien an der Akademie ebenfalls Bildhauerei. Zwischen 1750, nach seinem Wechsel nach Prag, und 1775 war er der beherrschende Bildhauer Prags und auch ganz Böhmens. Seine Arbeiten sind geprägt vom Stil des Rokoko im Übergang zu Klassizismus. Ab 1775 arbeitete er wieder zeitweise in Wien. Eine große Zahl seiner Modelle und Vorzeichnungen blieben im Familienbesitz erhalten und gingen 1907 an das Prager Museum für angewandte Kunst, heute Nationalgalerie Prag.

## Werke

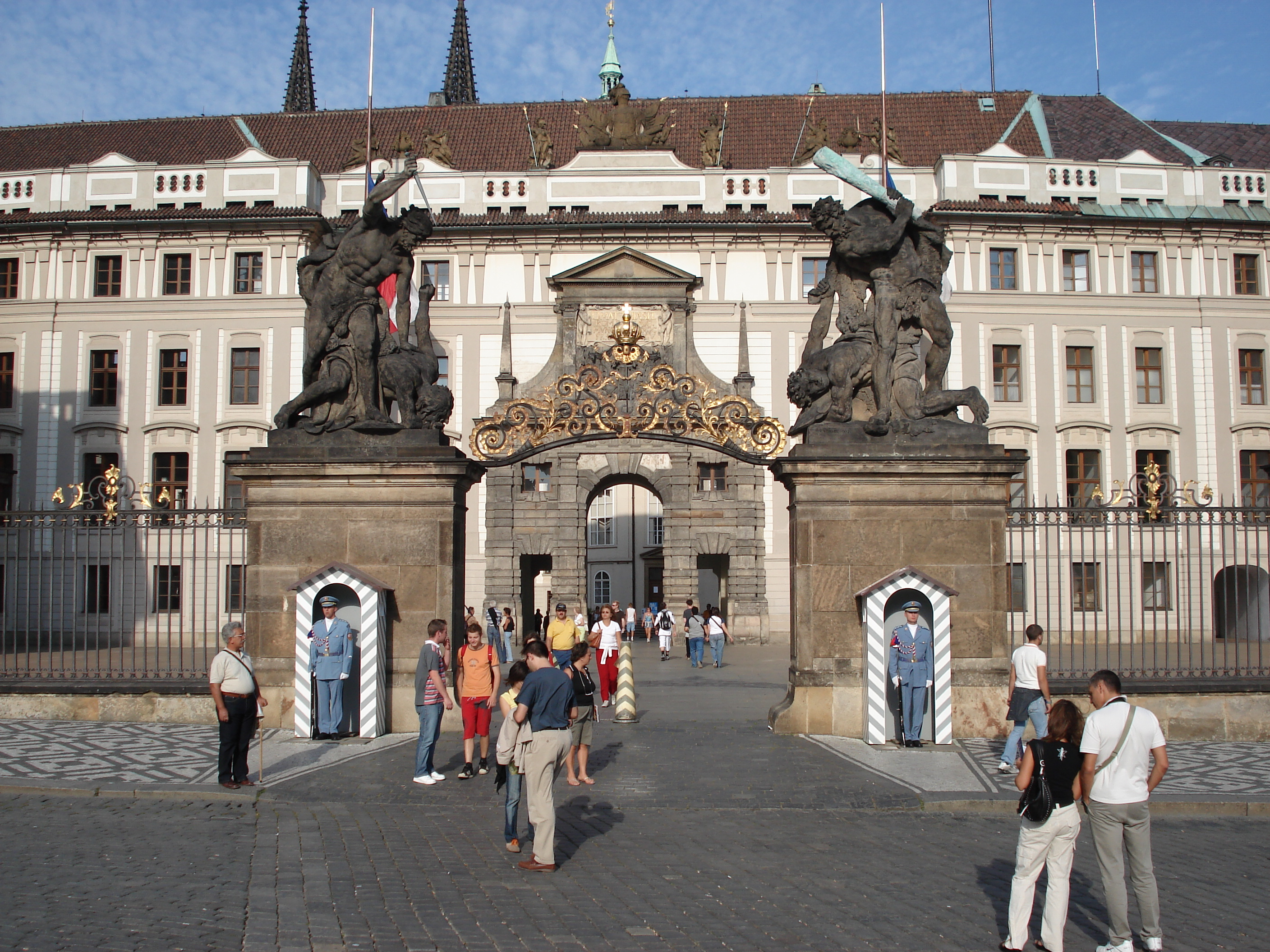
Giganten, Ehrenhof der Prager Burg

- Herzurne der Kaiserin Amalia Wilhelmine in der Gruft der Kapuzinerkirche, 1742
- Palais Kinsky (Prag): Figurenschmuck am Dach des Palais
- Kirche St. Nikolaus auf der Prager Kleinseite: Statuen des Hauptaltars
- Kloster Strahov: die Plastiken am Hochaltar der Klosterkirche Mariä Himmelfahrt
- Verschiedene Statuen des Hl. Johannes Nepomuk
- Prager Burg: Der Adlerbrunnen (Orlí kašna) im III. Vorhof, zusammen mit Nicolas Pacassi
- Prager Burg: Im Ehrenhof der Prager Burg eine Gruppe ringender Giganten, sowie die Fassadenplastiken, 1768
- Schlosspark Schönbrunn: Zwei Statuen und eine Statuengruppe (Merkur als Hirte, Herkules, Brutus und Lukretia)